# Богатые и странные
«Богатые и странные» (англ. Rich and Strange, альтернативное название — англ. East of Shanghai) — кинофильм режиссёра Альфреда Хичкока, снятый в 1931 году по роману Дэйла Коллинза.

## Сюжет
Фред Хилл и его жена Эмили ведут скучную жизнь в Лондоне. Получив от дяди приличную сумму денег, они получают возможность осуществить свою мечту — отправиться в круиз. Это путешествие приведёт их семейную жизнь в критическое состояние…

## В ролях
- Генри Кендалл — Фред Хилл
- Джоан Бэрри — Эмили Хилл
- Перси Мармонт — коммандор Гордон
- Бетти Эйманн — принцесса
- Элси Рэндольф — старая дева
- Обри Декстер — полковник (нет в титрах)
- Ханна Джонс — миссис Портер (нет в титрах)

## Съёмочная группа
- Режиссёр: Альфред Хичкок
- Сценаристы: Дэйл Коллинз (сюжет), Альма Ревилль, Вэл Вэлентайн
- Продюсер: Джон Максвелл
- Композитор: Адольф Хиллис
- Операторы: Джек Э. Кокс, Чарльз Мартин
- Монтаж: Уиннифред Купер, Рене Маррисон
- Художник: С. Уилфрид Арнольд
- Звукооператор: Алекс Мюррей
- Дирижёр: Джон Рейндерс